# 9138 Murdoch
9138 Murdoch è un asteroide della fascia principale. Scoperto nel 1973, presenta un'orbita caratterizzata da un semiasse maggiore pari a 2,1819676 UA e da un'eccentricità di 0,0510161, inclinata di 3,12467° rispetto all'eclittica.